# Adolf Butenandt
Adolf Friedrich Johann Butenandt (Bremerhaven, 24. ožujka 1904. – München, 18. siječnja 1995.), njemački kemičar.
Za istraživanja i sintezu seksualnih hormona dobio je 1939. s Lavoslavom Ružičkom, Nobelovu nagradu za kemiju.